# Carta de los Derechos y Libertades Fundamentales
La Carta de los Derechos y Libertades Fundamentales (en checo: Listina základních práv a svobod, en eslovaco: Listina základných práv a slobôd) es un documento promulgado en 1991 por la República Federal Checa y Eslovaca, y tras la disolución del país, ha continuado como parte de los sistemas constitucionales de la República Checa y la República Eslovaca.

## Diferencias en los estados sucesores de Checoslovaquia
En la República Checa, el documento fue mantenido íntegro en su redacción de 1991 como ley separada de la constitución, pero mantiene el mismo rango legal que esta.
Por contraste, las provisiones básicas de la Carta fueron integradas directamente a la Constitución de Eslovaquia. Aunque estos artículos de provisiones legales son sustantivamente similares, hay algunas diferencias, como la norma eslovaca que establece que «la privacidad de la correspondencia y secreto de los mensajes de correo y otros documentos escritos y la protección de datos personales están garantizados».
La inclusión de los objetivos de la Carta directamente a la constitución eslovaca significa que sólo la República Checa tiene actualmente una «Carta de los Derechos y Libertades Fundamentales».

## Creación de la Constitución checa
Se firmó un acuerdo tras las negociaciones de los primeros ministros de la República Checa y Eslovaquia Václav Klaus y Vladimír Mečiar, respectivamente, en agosto de 1992, que fijó la fecha de la disolución de Checoslovaquia el 31 de diciembre de 1992. La disolución fue aprobada por el Parlamento en noviembre del mismo año.
Debido a la oposición de la Alianza Cívica Democrática (ODA), el Partido Cívico Democrático (ODS) y especialmente el primer ministro Klaus, quien describió la Carta como "la hierba de la Constitución", la Carta nunca se convirtió en parte de la Constitución. Se estaba acabando el tiempo y los miembros del parlamento debían llegar a un acuerdo sobre el texto de la nueva Constitución checa. Por eso se creó un nuevo término legal Código Constitucional, para que la Carta pudiera tener una autoridad legal similar a la constitución sin ser parte de la constitución. Viktor Knapp, un distinguido abogado checo, calificó esto en ese momento como "el resultado de un extraño compromiso legislativo".

## Comparación con otras legislaciones de derechos humanos
El documento es análogo a la Carta de Derechos de los Estados Unidos, a pesar de que sus provisiones tienden para ser más específicas, y consagra mayores derechos a sus ciudadanos en comparación al derecho constitucional estadounidense, el cual por contraste reconoce y protege derechos naturales más que conceder titularidad legal de derechos.